# Morning View
Albums de Incubus
When Incubus Attacks Volume 1
(2000) A Crow Left of the Murder...
(2004)
Morning View est le quatrième album du groupe de rock alternatif Incubus, sorti le 23 octobre 2001.
D'un son et d'un ton plus calme et posé que les précédentes créations du groupe, cet album ne se débarrasse par pour autant totalement du style caractéristique d'Incubus, sur des morceaux puissants et saturés comme Have You Ever et Under My Umbrella.
Dans la lignée du précédent opus (le très « révélateur » Make Yourself), avec un format pop voire radiophonique, Morning View fut accueilli par une critique globalement positive ; le magazine CDnow reconnaissant que « le groupe avait quelque peu mûri », pendant que AllMusic affirme que « les leçons tirées de Make Yourself ont été définitivement appliquées à Morning View. Bien qu'il y ait toujours une part de titres 'agressifs' […], le nombre de compositions plus lentes et douces tend à augmenter dramatiquement, au point de déconcerter les fans hardcore de la première heure. Pour la majorité cependant, la transition fonctionne », ou encore, selon Q magazine ; « même dans ses moments les plus acerbes ou d'une délicatesse minimaliste, Incubus reste fascinant ».
Un DVD, Morning View Sessions, fut lié à l'album dès le 29 mai 2002.
Ce sera le dernier album auquel le bassiste Alex "Dirk Lance" Katunich participera; ce dernier quittant la bande en 2003.

## Autour de l'album
Cet album fut le premier à être enregistré autre part qu'à Los Angeles; dans une rue appelée « Morning View Street », à Malibu, qui donnera ainsi son nom à l'album. Pendant que le bassiste Dirk Lance évoque le fait « que beaucoup de gens auraient aimé percevoir une signification plus profonde à ça », le chanteur Brandon Boyd assure « qu'il y a une signification intéressante. À chaque fois que nous sortions dans la rue, nous avions une vue sur l'océan et la Pacific Coast Highway. J'étais empreint d'un énorme élan créatif dès que je sortais de la maison. À chaque fois, [DJ Kilmore était] comme : "Ah, Morning View. Il est temps de mettre le feu !" ».
Bien que leur dernier album ait reçu un succès colossal, le groupe ne s'est pas inquiété quant à l'avenir de Morning View : « aucun membre [du label d'enregistrement] ne nous a dit un mot. [Personne n'était du genre], "Assurez-vous d'avoir des tubes que vous pourrez jouer à la radio, parce que c'est ce que tout le monde attend". Nous avons toujours des choses qui s'offrent à nous quel que soit le but que nous nous fixons. Je pense que c'est [une des raisons] qui nous a permis de bien bosser. Ça aurait été vraiment très simple pour nous de reproduire certaines chansons de notre dernier album; nous n'en avons rien fait. On n’a même pas essayé de travailler avec ce genre d'idée en tête. On se met juste la pression pour faire du bon boulot car si aucun d'entre nous n'est satisfait du résultat, les deux prochaines années de tournée seront misérables », et Brandon d'ajouter : « à aucun moment durant cette période, on s'est dit, "Peut-être devrions-nous un peu plus étoffer celle-ci les gars". C'était bien plus un flot continu d'énergie et de musique ».
Sur les 30 chansons écrites pour l'album, seules 13 furent gardées.

## Réédition
En 2024, le groupe réédite cet album sous le nom de Morning view XXIII en le réarrangeant musicalement. 

## Liste des pistes
| No  | Titre                | Durée |
| --- | -------------------- | ----- |
| 1.  | Nice to Know You     | 4:45  |
| 2.  | Circles              | 4:11  |
| 3.  | Wish You Were Here   | 3:36  |
| 4.  | Just a Phase         | 5:33  |
| 5.  | 11am                 | 4:16  |
| 6.  | Blood On The Ground  | 4:36  |
| 7.  | Mexico               | 4:22  |
| 8.  | Warning              | 4:42  |
| 9.  | Echo                 | 3:36  |
| 10. | Have You Ever        | 3:16  |
| 11. | Are You In?          | 4:26  |
| 12. | Under My Umbrella    | 3:33  |
| 13. | Aqueous Transmission | 7:46  |

## Personnel
- Brandon Boyd : chant, textes
- Mike Einziger : guitare, pipa sur Aqueous Transmission[4]
- Alex "Dirk Lance" Katunich : basse
- Jose Pasillas : batterie
- Chris Kilmore : platines